# Sultanik Arevshatian
Sultanik Arevshatian en armenio Սուլթանիկ Արեվշատյան (Tabriz, Irán, 5 de mayo de 1925 - Ereván, 27 de julio de 2017) fue una arquitecta armenia

## Biografía
En 1949 egresó del Instituto Politécnico de Ereván. Trabajó en el Instituto “Yereván-najaguidz” (‘Proyecto Ereván’)
Su marido y socio fue el arquitecto Eduard Arevshatian. Fue madre del crítico de arte y curador Rubén Arevshatian.

## Obras
- Entre sus obras se destacan:
- Barrio residencial N.º 1, del Oeste de Ereván
- Microrregión N.º 2, de la región de Shahumian, de Ereván
- Edificio residencial de la Unión de Escritores, en la calle Antarrahín, de Ereván
- Edificio residencial de la fábrica “Shinaniut” (“material de construcción’), calle Heratzí de Ereván
- Edificio residencial del Ministerio de Industria de la carne y lácteos, calle Ghukás, en Ereván
- Supermercado subterráneo en la calle Abovyan de Ereván[2][3]
- Paso subterráneo en las cercanías de la Facultad de Medicina
- Instituto de Perfeccionamiento Docente, en Ereván
- Edificios administrativos y de laboratorio del Instituto de Electrotécnica de Ereván
- Talleres intercolegiales en el barrio Lenín de Ereván
- Mejoramiento de la Casa del Ciudadano en Ereván
- Reconstrucción del colegio Mikael Nalbandyan de Ereván
- Edificio del Comité Ejecutivo de Idjeván, Tavush (Armenia)
- Proyecto de plano principal de la zona de desastre Archut
- Mediciones de monumentos arquitectónicos armenios

## Premios y reconocimientos
- En 1985 recibe el reconocimiento a la “Mejor construcción del año”, entregada por la URSS
- Miembro de la Unión de Arquitectos Armenios desde 1974